# Draudtia revellata
Draudtia revellata là một loài bướm đêm trong họ Noctuidae.